# 500 kilomètres d'Estoril FIA GT 2001
Navigation
Édition précédente Édition suivante
Les 500 kilomètres d'Estoril 2001 FIA GT, disputées le 21 octobre 2001 sur le circuit d'Estoril, sont la onzième et dernière manche du championnat FIA GT 2001.

## Course

### Classement de la course
Classement à l'issue de la course (vainqueurs de catégorie en gras), :
| Pos    | Class | No | Team                               | Drivers                                                | Chassis                   | Tyre | Laps |
| Pos    | Class | No | Team                               | Drivers                                                | Engine                    | Tyre | Laps |
| ------ | ----- | -- | ---------------------------------- | ------------------------------------------------------ | ------------------------- | ---- | ---- |
| 1      | GT    | 3  | Team Carsport Holland              | Jeroen Bleekemolen Mike Hezemans                       | Chrysler Viper GTS-R      | M    | 90   |
| 1      | GT    | 3  | Team Carsport Holland              | Jeroen Bleekemolen Mike Hezemans                       | Chrysler 8.0L V10         | M    | 90   |
| 2      | GT    | 1  | Lister Storm Racing                | Jamie Campbell-Walter Bobby Verdon-Roe (en)            | Lister Storm              | M    | 90   |
| 2      | GT    | 1  | Lister Storm Racing                | Jamie Campbell-Walter Bobby Verdon-Roe (en)            | Jaguar 7.0L V12           | M    | 90   |
| 3      | GT    | 7  | Larbre Compétition Chéreau         | Christophe Bouchut Jean-Philippe Belloc Tiago Monteiro | Chrysler Viper GTS-R      | M    | 90   |
| 3      | GT    | 7  | Larbre Compétition Chéreau         | Christophe Bouchut Jean-Philippe Belloc Tiago Monteiro | Chrysler 8.0L V10         | M    | 90   |
| 4      | GT    | 4  | Team Carsport Holland              | Michael Bleekemolen Sebastiaan Bleekemolen             | Chrysler Viper GTS-R      | M    | 89   |
| 4      | GT    | 4  | Team Carsport Holland              | Michael Bleekemolen Sebastiaan Bleekemolen             | Chrysler 8.0L V10         | M    | 89   |
| 5      | GT    | 19 | Reiter Engineering                 | Oliver Gavin Peter Kox                                 | Lamborghini Diablo GT     | D    | 89   |
| 5      | GT    | 19 | Reiter Engineering                 | Oliver Gavin Peter Kox                                 | Lamborghini 6.0L V12      | D    | 89   |
| 6      | N-GT  | 55 | Perspective Racing                 | Thierry Perrier Michel Neugarten                       | Porsche 911 GT3-RS        | D    | 88   |
| 6      | N-GT  | 55 | Perspective Racing                 | Thierry Perrier Michel Neugarten                       | Porsche 3.6L Flat-6       | D    | 88   |
| 7      | GT    | 10 | Paul Belmondo Competition          | Luis Marques Claude-Yves Gosselin                      | Chrysler Viper GTS-R      | D    | 88   |
| 7      | GT    | 10 | Paul Belmondo Competition          | Luis Marques Claude-Yves Gosselin                      | Chrysler 8.0L V10         | D    | 88   |
| 8      | N-GT  | 50 | Larbre Compétition Chéreau         | Sébastien Dumez Patrice Goueslard                      | Porsche 911 GT3-RS        | M    | 88   |
| 8      | N-GT  | 50 | Larbre Compétition Chéreau         | Sébastien Dumez Patrice Goueslard                      | Porsche 3.6L Flat-6       | M    | 88   |
| 9      | N-GT  | 62 | JMB Competition                    | Christian Pescatori David Terrien                      | Ferrari 360 Modena N-GT   | M    | 87   |
| 9      | N-GT  | 62 | JMB Competition                    | Christian Pescatori David Terrien                      | Ferrari 3.6L V8           | M    | 87   |
| 10     | GT    | 2  | Lister Storm Racing                | Julian Bailey Nicolaus Springer                        | Lister Storm              | M    | 87   |
| 10     | GT    | 2  | Lister Storm Racing                | Julian Bailey Nicolaus Springer                        | Jaguar 7.0L V12           | M    | 87   |
| 11     | N-GT  | 76 | RWS Motorsport                     | Antonio García Dieter Quester                          | Porsche 911 GT3-R         | M    | 87   |
| 11     | N-GT  | 76 | RWS Motorsport                     | Antonio García Dieter Quester                          | Porsche 3.6L Flat-6       | M    | 87   |
| 12     | N-GT  | 54 | ART Engineering                    | Fabio Babini Nigel Smith                               | Porsche 911 GT3-RS        | P    | 86   |
| 12     | N-GT  | 54 | ART Engineering                    | Fabio Babini Nigel Smith                               | Porsche 3.6L Flat-6       | P    | 86   |
| 13     | N-GT  | 70 | Klober JVG Racing                  | Jürgen von Gartzen Bruno Eichmann                      | Porsche 911 GT3-RS        | P    | 86   |
| 13     | N-GT  | 70 | Klober JVG Racing                  | Jürgen von Gartzen Bruno Eichmann                      | Porsche 3.6L Flat-6       | P    | 86   |
| 14     | N-GT  | 99 | Peter Kutemann JMB Competition     | Peter Kutemann Iradj Alexander                         | Ferrari 360 Modena N-GT   | M    | 86   |
| 14     | N-GT  | 99 | Peter Kutemann JMB Competition     | Peter Kutemann Iradj Alexander                         | Ferrari 3.6L V8           | M    | 86   |
| 15     | N-GT  | 63 | JMB Competition                    | Batti Pregliasco Marco Lambertini                      | Ferrari 360 Modena N-GT   | M    | 84   |
| 15     | N-GT  | 63 | JMB Competition                    | Batti Pregliasco Marco Lambertini                      | Ferrari 3.6L V8           | M    | 84   |
| 16     | N-GT  | 72 | Escuderia Bengala Paco Orti Racing | Paco Orti Wolfgang Kaufmann                            | Porsche 911 GT3-R         | D    | 82   |
| 16     | N-GT  | 72 | Escuderia Bengala Paco Orti Racing | Paco Orti Wolfgang Kaufmann                            | Porsche 3.6L Flat-6       | D    | 82   |
| 17     | GT    | 30 | Proton Competition                 | Horst Felbermayr, Sr. Horst Felbermayr, Jr.            | Porsche 911 GT2           | Y    | 82   |
| 17     | GT    | 30 | Proton Competition                 | Horst Felbermayr, Sr. Horst Felbermayr, Jr.            | Porsche 3.8L Turbo Flat-6 | Y    | 82   |
| 18     | N-GT  | 59 | Freisinger Racing                  | Alexey Vasilyev Nikolai Fomenko                        | Porsche 911 GT3-R         | Y    | 82   |
| 18     | N-GT  | 59 | Freisinger Racing                  | Alexey Vasilyev Nikolai Fomenko                        | Porsche 3.6L Flat-6       | Y    | 82   |
| 19     | N-GT  | 53 | ART Engineering                    | Paul Knapfield Andrea Bertolini                        | Porsche 911 GT3-R         | P    | 80   |
| 19     | N-GT  | 53 | ART Engineering                    | Paul Knapfield Andrea Bertolini                        | Porsche 3.6L Flat-6       | P    | 80   |
| 20     | GT    | 8  | Proton Competition                 | Christian Ried Gerold Ried                             | Porsche 911 GT2           | Y    | 80   |
| 20     | GT    | 8  | Proton Competition                 | Christian Ried Gerold Ried                             | Porsche 3.8L Turbo Flat-6 | Y    | 80   |
| 21     | N-GT  | 67 | MAC Racing                         | Thomas Pichler Raffele Sangiuolo                       | Porsche 911 GT3-RS        | D    | 80   |
| 21     | N-GT  | 67 | MAC Racing                         | Thomas Pichler Raffele Sangiuolo                       | Porsche 3.6L Flat-6       | D    | 80   |
| 22     | GT    | 9  | Team A.R.T.                        | Jean-Pierre Jarier François Lafon                      | Chrysler Viper GTS-R      | D    | 79   |
| 22     | GT    | 9  | Team A.R.T.                        | Jean-Pierre Jarier François Lafon                      | Chrysler 8.0L V10         | D    | 79   |
| 23     | GT    | 15 | Prodrive All-Stars                 | Rickard Rydell Alain Menu                              | Ferrari 550-GTS Maranello | D    | 79   |
| 23     | GT    | 15 | Prodrive All-Stars                 | Rickard Rydell Alain Menu                              | Ferrari 5.9L V12          | D    | 79   |
| 24     | N-GT  | 58 | Freisinger Motorsport              | Angelo Lembo Marco Saviozzi Emmanuel Moinel Delalande  | Porsche 911 GT3-RS        | Y    | 79   |
| 24     | N-GT  | 58 | Freisinger Motorsport              | Angelo Lembo Marco Saviozzi Emmanuel Moinel Delalande  | Porsche 3.6L Flat-6       | Y    | 79   |
| 25     | N-GT  | 57 | Freisinger Motorsport              | Romain Dumas Stéphane Ortelli                          | Porsche 911 GT3-RS        | Y    | 78   |
| 25     | N-GT  | 57 | Freisinger Motorsport              | Romain Dumas Stéphane Ortelli                          | Porsche 3.6L Flat-6       | Y    | 78   |
| 26     | N-GT  | 77 | RWS Motorsport                     | Luca Riccitelli Sascha Maassen                         | Porsche 911 GT3-RS        | M    | 78   |
| 26     | N-GT  | 77 | RWS Motorsport                     | Luca Riccitelli Sascha Maassen                         | Porsche 3.6L Flat-6       | M    | 78   |
| 27     | GT    | 14 | Autorlando Sport                   | Gabriele Sabatini Marco Spinelli                       | Porsche 911 GT2           | P    | 76   |
| 27     | GT    | 14 | Autorlando Sport                   | Gabriele Sabatini Marco Spinelli                       | Porsche 3.8L Turbo Flat-6 | P    | 76   |
| 28     | N-GT  | 71 | Freisinger Raicng                  | Pedro Névoa Tim Lawrence                               | Porsche 911 GT3-RS        | Y    | 74   |
| 28     | N-GT  | 71 | Freisinger Raicng                  | Pedro Névoa Tim Lawrence                               | Porsche 3.6L Flat-6       | Y    | 74   |
| 29     | GT    | 12 | Paul Belmondo Racing               | Boris Derichebourg Vincent Vosse                       | Chrysler Viper GTS-R      | D    | 73   |
| 29     | GT    | 12 | Paul Belmondo Racing               | Boris Derichebourg Vincent Vosse                       | Chrysler 8.0L V10         | D    | 73   |
| 30 DNF | GT    | 21 | GLPK Racing                        | Wim Daems Bert Longin                                  | Chrysler Viper GTS-R      | D    | 54   |
| 30 DNF | GT    | 21 | GLPK Racing                        | Wim Daems Bert Longin                                  | Chrysler 8.0L V10         | D    | 54   |
| 31 DNF | N-GT  | 90 | Philippe Brocard Team Kalliste     | Stéphane Echallard Jean-Luc Blanchemain Olivier Dupard | Porsche 911 GT3-RS        | ?    | 45   |
| 31 DNF | N-GT  | 90 | Philippe Brocard Team Kalliste     | Stéphane Echallard Jean-Luc Blanchemain Olivier Dupard | Porsche 3.6L Flat-6       | ?    | 45   |
| 32 DNF | GT    | 24 | Racing Box                         | Luca Cappellari Emanuele Naspetti                      | Chrysler Viper GTS-R      | D    | 37   |
| 32 DNF | GT    | 24 | Racing Box                         | Luca Cappellari Emanuele Naspetti                      | Chrysler 8.0L V10         | D    | 37   |
| 33 DNF | N-GT  | 52 | EMKA Racing                        | Tim Sugden Steve O'Rourke                              | Porsche 911 GT3-R         | D    | 12   |
| 33 DNF | N-GT  | 52 | EMKA Racing                        | Tim Sugden Steve O'Rourke                              | Porsche 3.6L Flat-6       | D    | 12   |
| 34 DNF | GT    | 17 | Larbre Compétition Chéreau         | Sébastien Bourdais Jean-Luc Chéreau Marc Duez          | Chrysler Viper GTS-R      | M    | 1    |
| 34 DNF | GT    | 17 | Larbre Compétition Chéreau         | Sébastien Bourdais Jean-Luc Chéreau Marc Duez          | Chrysler 8.0L V10         | M    | 1    |
| 35 DNF | GT    | 11 | Paul Belmondo Racing               | Anthony Kumpen Paul Belmondo                           | Chrysler Viper GTS-R      | D    | 0    |
| 35 DNF | GT    | 11 | Paul Belmondo Racing               | Anthony Kumpen Paul Belmondo                           | Chrysler 8.0L V10         | D    | 0    |
| 36 DNF | N-GT  | 69 | Autorlando Sport                   | Philipp Peter Joël Camathias                           | Porsche 911 GT3-RS        | P    | 0    |
| 36 DNF | N-GT  | 69 | Autorlando Sport                   | Philipp Peter Joël Camathias                           | Porsche 3.6L Flat-6       | P    | 0    |